# Martin Mombaur
Martin Mombaur (* 2. August 1938 in Köln; † 9. Februar 1990 in Göhrde) war ein deutscher Politiker (Bündnis 90/Die Grünen). Er war von 1982 bis 1985 Abgeordneter im Landtag von Niedersachsen.

## Leben
Martin Mombaur, Sohn von Hedwig Mombaur, geborene Färber, und des Laboranten Ernst Mombaur, besuchte bis 1957 die Volks- und die Realschule in Frechen. Anschließend arbeitete er bis 1967 in der Verwaltung und besuchte von 1966 bis 1968 ein Abendgymnasium in Saarbrücken, an dem er das Abitur machte. Er studierte danach von 1969 bis 1973 neun Semester Philosophie, Geschichte, Politologie und Soziologie an der Georg-August-Universität Göttingen. Das Studium schloss er als M.A. ab. Von 1974 bis 1975 hatte er einen Lehrauftrag an der Universität Göttingen inne, und seit 1975 war er Dozent am Bildungszentrum Jagdschloss Göhrde.
Ab 1977 war er Mitglied und Pressesprecher der Bürgerinitiative Umweltschutz Lüchow-Dannenberg und von 1979 bis 1980 Bundesvorsitzender des Bundesverbandes der Bürgerinitiativen Umweltschutz (BBU).
Martin Mombaur war evangelisch, ab 1965 mit Inge Mombaur, geborene Ritterbusch, verheiratet, hatte drei Kinder (Ulrike, Stephan und Pascal), sammelte Fossilien und lebte in Lüchow.

## Politik
Im Januar 1978 war Mombaur Mitbegründer des Kreisverbandes Lüchow-Dannenberg der Grünen Liste Umweltschutz (GLU) und wurde zum Kreisvorsitzenden gewählt. Bei den Landtagswahlen am 4. Juni 1978 in Niedersachsen kandidierte er als Spitzenkandidat aus Gorleben, das symbolisch für die Anti-Atomkraft-Bewegung stand. Mombaur hatte zudem die Idee und war Organisator des Gorlebentrecks von Gorleben nach Hannover im Jahr 1979. Die GLU erreichte im Wahlkreis 17,8 Prozent, landesweit jedoch nur 3,9 Prozent und scheiterte somit an der Fünf-Prozent-Hürde.

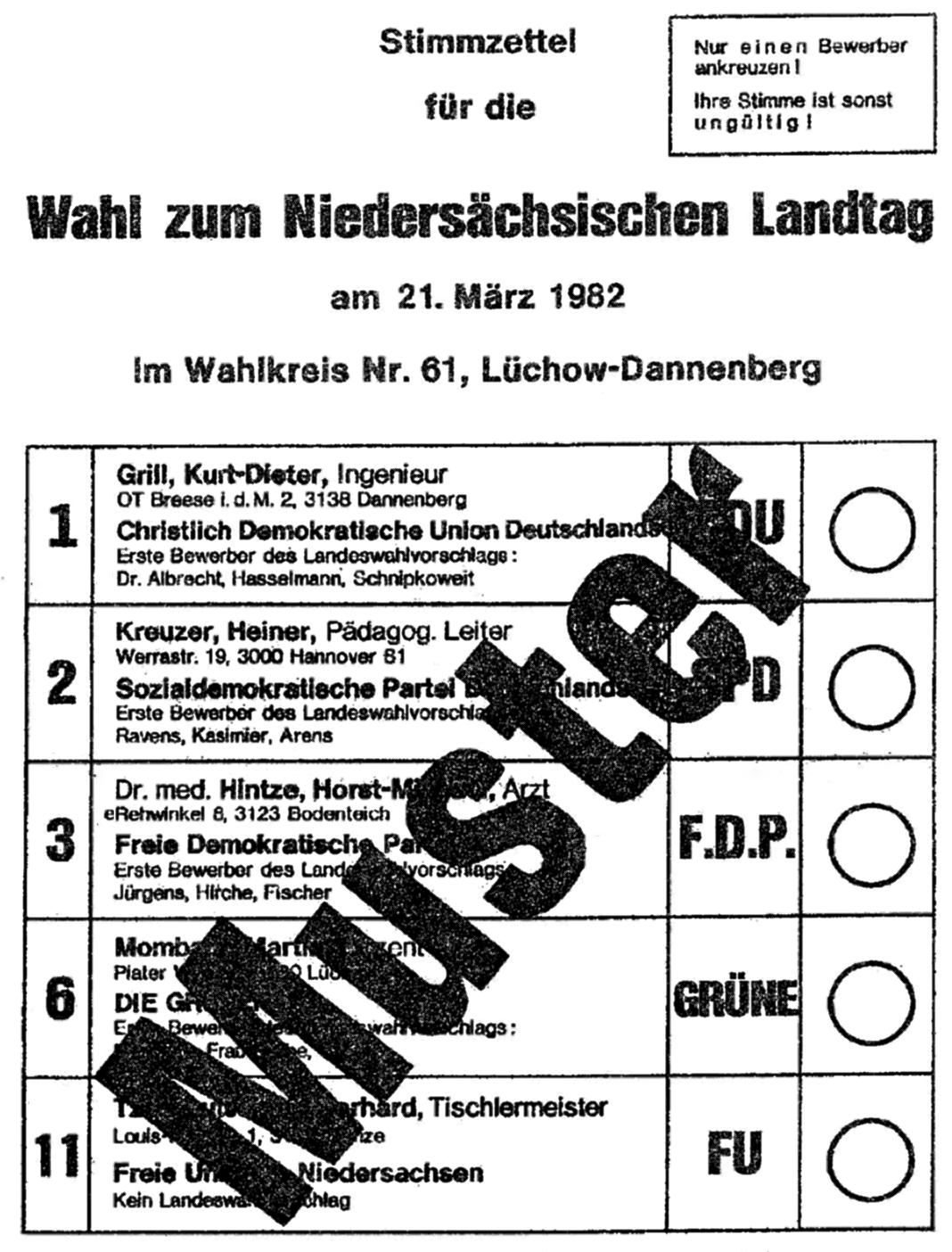
Musterstimmzettel 1982, Wahlkreis 61 Lüchow-Dannenberg

Bei der Wahl zum 10. Niedersächsischen Landtag am 21. März 1982 erhielt die Partei Die Grünen – wie die GLU seit Januar 1981 hieß – 6,5 Prozent und Mombaur gelang mit zehn Parteifreunden zum zweiten Mal nach Baden-Württemberg 1980 als Partei Die Grünen der Einzug in ein Landesparlament. Er gehörte bis 1985 dem Niedersächsischen Landtag an, wo er 1982 Vorsitzender der Landtagsfraktion war. Mombaur war ein überzeugter Verfechter des damals geltenden Rotationsprinzips innerhalb der grünen Partei und vertrat sie in einer Verfassungsklage vor dem Niedersächsischen Staatsgerichtshof in Bückeburg. Dieser entschied am 5. Juni 1985, dass zwar der freiwillige Mandatsverzicht eines Abgeordneten, nicht aber das Rotationsprinzip mit der Landesverfassung vereinbar sei. Daraufhin schied Martin Mombaur noch 1985 mit einem freiwilligen Mandatsverzicht aus dem Niedersächsischen Landtag.

## Veröffentlichungen
- Sozialismus in Osteuropa. 2 Bände. 1971–1972.
- Im Parlament und auf der Straße – Die Doppelstrategie der grünen Niedersachsen. In: Jörg R. Mettke (Hrsg.): Die Grünen. Regierungspartner von morgen? Spiegel-Buch, Rowohlt., 1982.